# 焦氏棘花鮨
焦氏棘花鮨，又稱焦氏棘花鱸，為輻鰭魚綱鱸形目鱸亞目鮨科的其中一種，分布於馬來西亞海域，棲息深度180-400公尺，體長可達9.2公分，為底棲性魚類，屬肉食性，生活習性不明。

## 擴展閱讀
維基物種上的相關：焦氏棘花鮨